# 国際ペンクラブ

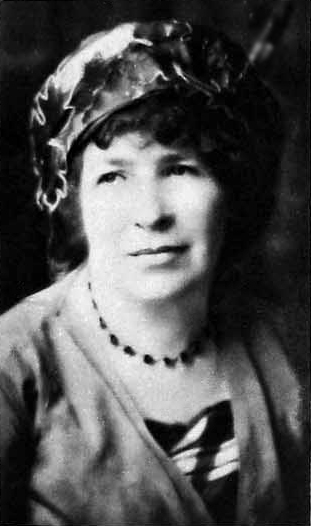
キャサリン・エイミー・ドーソン・スコット、国際ペンクラブの共同創設者

国際ペンクラブ（こくさいペンクラブ、PEN International、2010年までInternational PEN）は、文学を通じて作家間の友情と知的協力を促進し、表現の自由を擁護する世界的なNGO。日本では国際ペンやペンと呼ばれることが多い。

## 概要
PENはPoets（詩人）、Playwrights（劇作家）、Editors（編集者）、Essayists（随筆家・評論家）、Novelists（小説家）の頭文字で、ジャーナリストや歴史家を含むあらゆる文学者を代表する。主な目的は以下の通り：
- 文学を通じた相互理解と世界文化の発展の促進
- 表現の自由の擁護
- 迫害された作家の支援と抑圧に対する発言

本部はロンドンにあり、100か国以上の自主的なペンセンターが地域支部として活動する。ノーベル文学賞の候補者推薦にも関与する。

## 沿革
第一次世界大戦後の1921年10月5日、イギリスの女性小説家キャサリン・エイミー・ドーソン・スコットがロンドンのフローレンス・レストランで国際ペンクラブを設立。初代会長はジョン・ゴールズワージーで、ジョセフ・コンラッド、ジョージ・バーナード・ショー、ハーバート・ジョージ・ウェルズらが初期メンバーだった。前身は1917年の「トゥモロー・クラブ」（新人作家のクラブ）。
設立の目的は、戦争の再発防止、表現の自由の確立、国境を越えた作家の連帯だった。日本では満州事変後の国際的孤立を背景に、1935年に日本ペンクラブが設立されたが、対米英開戦で追放され、1947年に復帰。1957年、川端康成が副会長として東京で大会を開催。2003年、堀武昭が日本人初の理事、2010年に非欧米人初の専務理事に就任。

## 構造
本部はロンドンのサザーク区にあり、100か国以上のペンセンター（例：日本ペンクラブ、ウクライナPEN）が自主的に運営される。作家、ジャーナリスト、翻訳者、歴史家など文学に関わる全ての者が参加可能。
国際ペンはUNESCOと正式な諮問関係を持ち、国連経済社会理事会の特別諮問資格を有する。現在の会長はブルハン・ソンメズ（2021年～）。

## 憲章
国際ペンの憲章は、国際会議で採択された決議に基づく：
- 文学は国境を知らず、政治的・国際的動乱にもかかわらず人々の共通通貨であり続ける。
- いかなる状況下、特に戦時中、芸術作品は国家や政治的激情に触れられず、人類全体の遺産として保護される。
- ペンのメンバーは、国民・人々の相互理解と尊重を促進し、全ての憎悪を払拭し、一つの世界で平和かつ平等に生きる人類の理想を擁護する。
- ペンは、各国および国々の間で思想の自由な伝達を支持し、所属する国・地域および世界全体での表現の自由の抑圧に反対する。平和時の自由な報道を支持し、恣意的な検閲に反対する。

## 活動
国際ペンは文学イベントの開催、文学賞の授与、迫害された作家の支援を行う。特に以下の活動が顕著：

### Writers in Prison Committee
1960年設立の「Writers in Prison Committee」は、迫害された作家を支援。毎年約900人の投獄、拷問、脅迫、失踪、殺害された作家を監視し、年2回のケースリストを公開。キャンペーンを通じて表現の自由の抑圧に対抗する。議長はMa Thida。
同委員会はInternational Freedom of Expression Exchange（IFEX）の創設メンバーであり、90のNGOと連携して検閲や迫害を監視。また、チュニジア監視グループ（TMG）に参加し、2005年以降、チュニジアの人権改善を支援。
2016年、国際ペンはFreemuseやイランの人権団体と協力し、イランで投獄された音楽家（メフディ・ラジャビアン、ユセフ・エマディ）と映画監督（ホセイン・ラジャビアン）の釈放を求めた。

## 地域ペンセンター
国際ペンは100か国以上のペンセンターを持ち、各国で自主的に運営される。主要なセンター：
- 日本ペンクラブ（1935年設立、1947年復帰）
- ウクライナPEN（1989年設立）：アンドレイ・クルコフ（2018年～会長）らが所属。政治犯（例：オレグ・センツォフ）の支援、ウクライナ文学の国際発信を行う[15]。2022年ロシアのウクライナ侵攻では、戦争中の文化保護と作家支援を強化[16]。
- English PEN（1921年設立、ロンドン）
- PEN America（ニューヨーク）
- PEN Canada（トロント）

## 歴代会長
| 代 | 出身国         | 会長                             | 在任                 |
| --- | -------------- | -------------------------------- | -------------------- |
| 1 | イギリス       | ジョン・ゴールズワージー         | 1921–1932            |
| 2 | イギリス       | ハーバート・ジョージ・ウェルズ   | 1932–1935            |
| 3 | フランス       | ジュール・ロマン                 | 1936–1939            |
| 戦時国際会長委員会（1941–1947）：デニス・ソラ、ハーバート・ジョージ・ウェルズ、Hermon Ould、フランソワ・モーリアック、胡適、ソーントン・ワイルダー、E・M・フォースター、イニャツィオ・シローネ |                |                                  |                      |
| 4 | ベルギー       | モーリス・メーテルリンク         | 1947–1949            |
| 5 | イタリア       | ベネデット・クローチェ           | 1949–1953            |
| 6 | イギリス       | チャールズ・モーガン             | 1954–1956            |
| 7 | フランス       | アンドレ・シャンソン             | 1957–1959            |
| 8 | イタリア       | アルベルト・モラヴィア           | 1960–1962            |
| 9 | オランダ       | ビクター・ファン・フリースランド | 1963–1965            |
| 10 | アメリカ合衆国 | アーサー・ミラー                 | 1966–1969            |
| 11 | フランス       | ピエール・エマニュエル           | 1970–1971            |
| 12 | ドイツ         | ハインリヒ・ベル                 | 1972–1973            |
| 13 | イギリス       | ビクター・プリチェット           | 1974–1976            |
| 14 | ペルー         | マリオ・バルガス＝リョサ         | 1977–1979            |
| 15 | スウェーデン   | ペール・ヴェストバリ             | 1979–1986            |
| 16 | イギリス       | フランシス・キング               | 1986–1989年5月       |
| 17 | フランス       | ルネ・タベルニエ                 | 1989年5月–11月       |
| 暫定 | スウェーデン   | ペール・ヴェストバリ             | 1989年11月–1990年5月 |
| 18 | ハンガリー     | ゲオルギュー・コンラッド         | 1990–1993            |
| 19 | イギリス       | ロナルド・ハーウッド             | 1993–1997            |
| 20 | メキシコ       | ホメロ・アリディス               | 1997–2003            |
| 21 | チェコ         | イジ・グルーサ                   | 2003–2009            |
| 22 | カナダ         | ジョン・ラルストン・ソウル       | 2009–2015            |
| 23 | メキシコ       | ジェニファー・クレメント         | 2015–2021            |
| 24 | トルコ         | ブルハン・ソンメズ               | 2021–                |

## 著名なメンバー
- ホメロ・アリディス（名誉会長）
- マルガレット・アトウッド
- ハインリヒ・ベル
- ジョルジュ・ルイス・ボルヘス
- カレル・チャペック
- J・M・クッツェー
- ジョセフ・コンラッド
- ナディン・ゴーディマー
- トーマス・マン
- アーサー・ミラー
- トニ・モリスン
- オクタビオ・パス
- ハロルド・ピンター
- J・K・ローリング
- ジョージ・バーナード・ショー
- ウィリアム・スタイロン

## 記念碑
- キャンベラ（オーストラリア）：バーリー・グリフィン湖畔の記念樹林。銘文は「専制に沈黙する者全てに魂の死がある」（1997年11月17日開設）[17]。
- ロンドン：英国図書館前の彫刻「Witness」（アントニー・ゴームリー作）。投獄された作家を象徴する空の椅子（2011年12月13日公開、English PEN90周年記念）[17]。